# Manoir du Grand Cheré
 (juillet 2025).
Motif : pas de sources récentes / suite Brozouf
- Archive Wikiwix
- Bing
- Cairn
- DuckDuckGo
- E. Universalis
- Gallica
- Google
- G. Books
- G. News
- G. Scholar
- Persée
- Qwant
- (zh) Baidu
- (ru) Yandex
- (wd) trouver des œuvres sur Wikidata

| 1. | Préciser le motif de la pose du bandeau. | Précisez le motif de la pose du bandeau en utilisant la syntaxe suivante : {{admissibilité à vérifier\|date=juillet 2025\|motif=remplacez ce texte par le motif}}                          |
| 2. | Informer les utilisateurs concernés.     | Pensez à avertir le créateur de l'article, par exemple, en insérant le code ci-dessous sur sa page de discussion : {{subst:avertissement admissibilité à vérifier\|Manoir du Grand Cheré}} |

Le manoir du Grand Cheré est un château français situé à Parné-sur-Roc, dans le département de la Mayenne et la région des Pays de la Loire.

## Désignation[1]
- Le chemin de Cherré à Laval, 1603
- Carte de Cassini

## Histoire
« Le domaine et molin de Cheheré », vendus en 1312 par Morice de Cheheré, appartiennent à Jean Le Cornu, 1453, 1477, et au seigneur de Poligné, 1710. 
Ils sont mis en vente nationalement, le 8 brumaire an V, sur Marie-Ambroise-Victor Duchemin-Mottejean, fils.  Mme veuve Duchemin-Mottejean, femme de M. Courte en avait l'usufruit en 1818. La métairie et le moulin sont vendus par Xavier Hardy de Levaré d'Angers, à Léon Le Clerc, de Forcé.

## Sources et bibliographie
- « Manoir du Grand Cheré », dans Alphonse-Victor Angot et Ferdinand Gaugain, Dictionnaire historique, topographique et biographique de la Mayenne, Laval, A. Goupil, 1900-1910 [détail des éditions] (BNF 34106789, présentation en ligne)